# Vervactor
Vervactor is een geslacht van halfvleugeligen uit de familie Aphrophoridae. De wetenschappelijke naam van dit geslacht is voor het eerst geldig gepubliceerd in 1916 door Distant.

## Soorten
Het geslacht Vervactor  is monotypisch en omvat slechts de volgende soort:
- Vervactor typicalis Distant, 1916